# Stichopogon angustifrons
Stichopogon angustifrons là một loài ruồi trong họ Asilidae. Stichopogon angustifrons được Theodor miêu tả năm 1980. Loài này phân bố ở vùng Cổ Bắc giới và châu Á.